# Капела Нікколіна
Капела Нікколіна (  італ. Capella Niccolina) - невелике приміщення (6,6 × 4 м) в одному з найстаріших приміщень Апостольського палацу, у вежі папи Інокентія III (XIII століття), спочатку служила особисто. капелою папи Миколи V. Капела присвячена Св. Стефану і Св. Лаврентію; розписи роботи Фра Анджеліко (1447-1450) збереглися лише на трьох стінах: Верхній ярус фресок присвячений життю Св. Стефана (Церква в Єрусалимі): 
- Св. Стефан отримує дияконство від св. Петра;
- Св. Стефан роздає милостиню; Проповідь св. Стефана;
- Диспут св. Стефана;
- Св. Стефана ведуть на страту
- Страта св. Стефана.

Нижній ярус присвячений життю Св. Лаврентія (Церква в Римі): 
- Св. Лаврентій отримує дьяконство від св. Сикста;
- Св. Сікст передає св. Лаврентію скарби церкви;
- Св. Лаврентій роздає милостиню;
- Св. Лаврентій перед трибуналом імператора Валеріана
- Страта св. Лаврентія.

Фрески в капелі збереглися лише на трьох стінах (вівтар південної стіни був зруйнований). 

Фрески в капелі
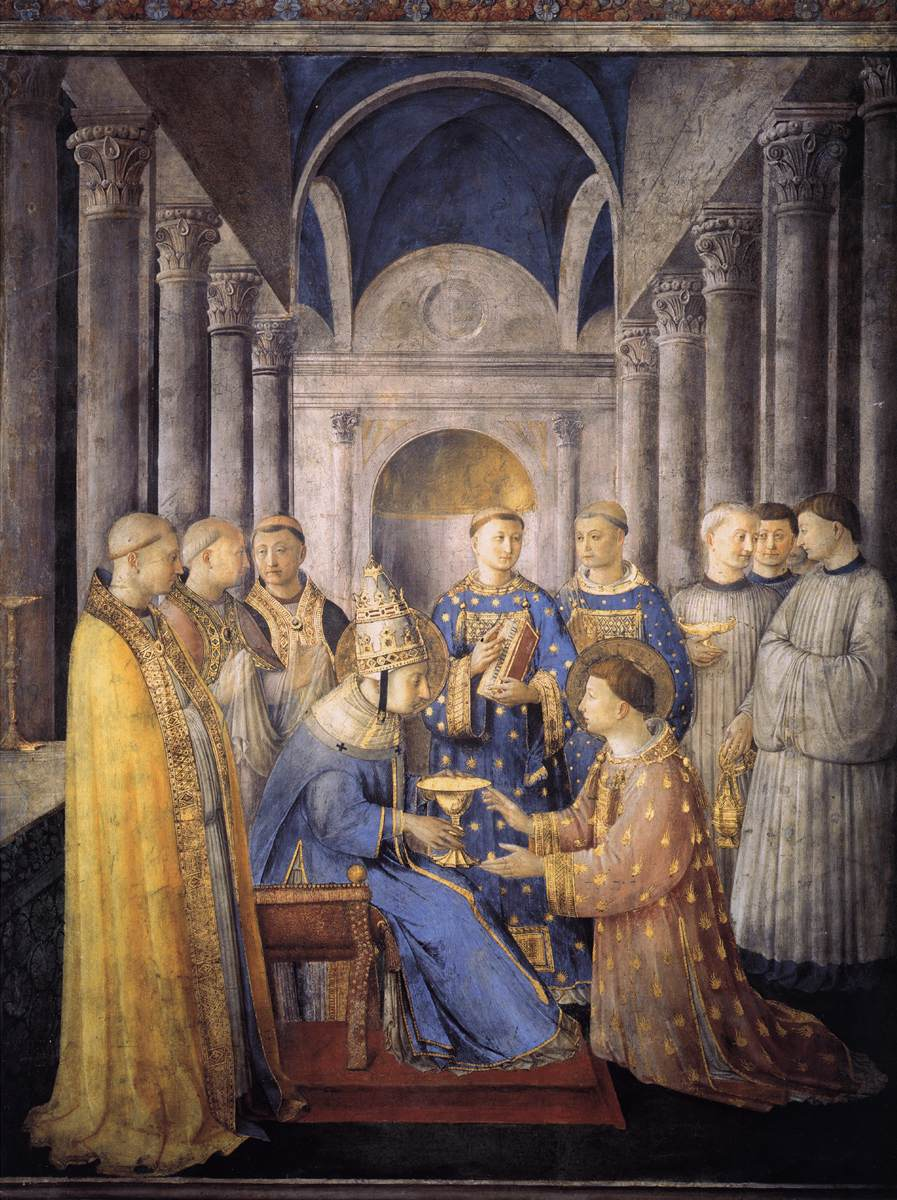
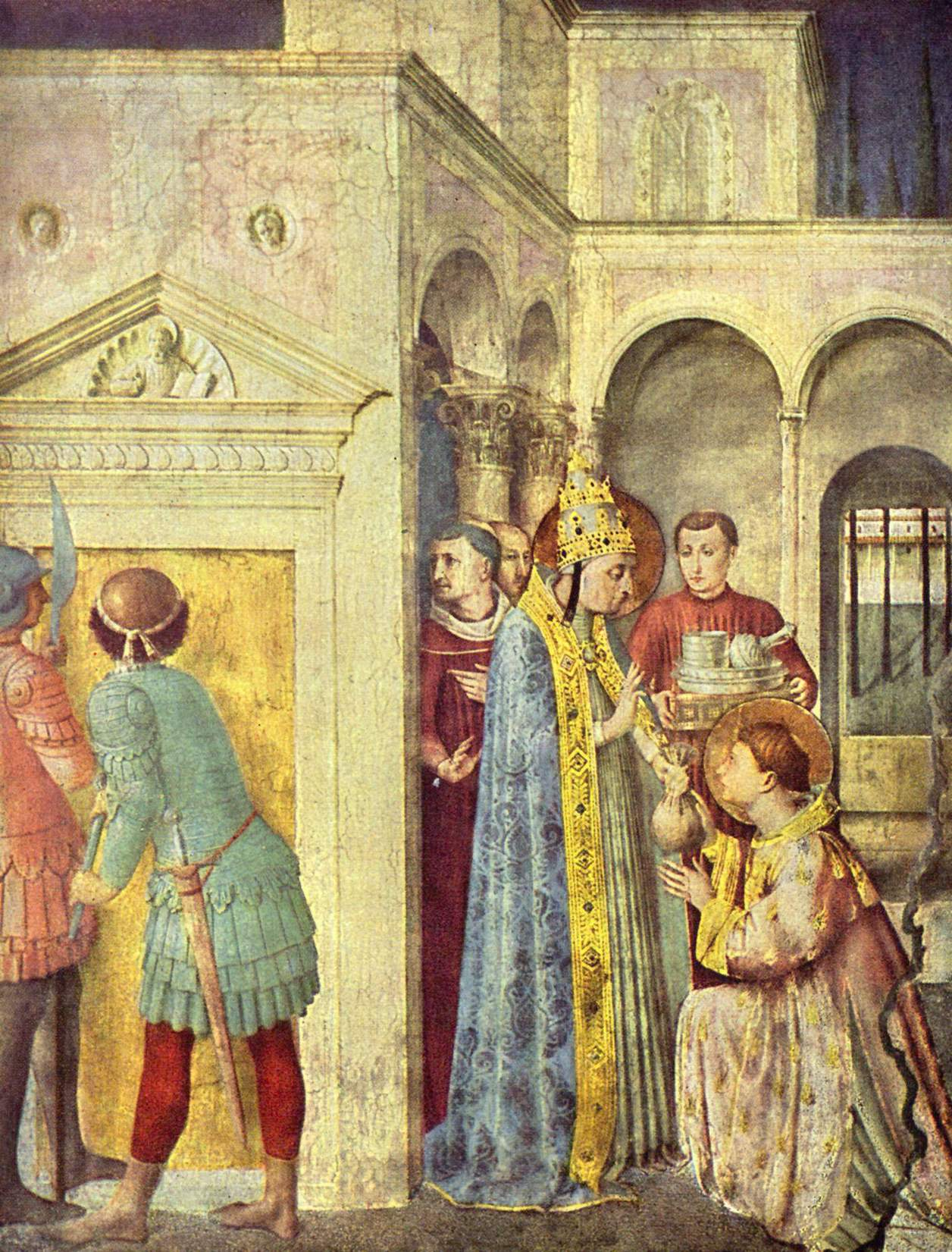
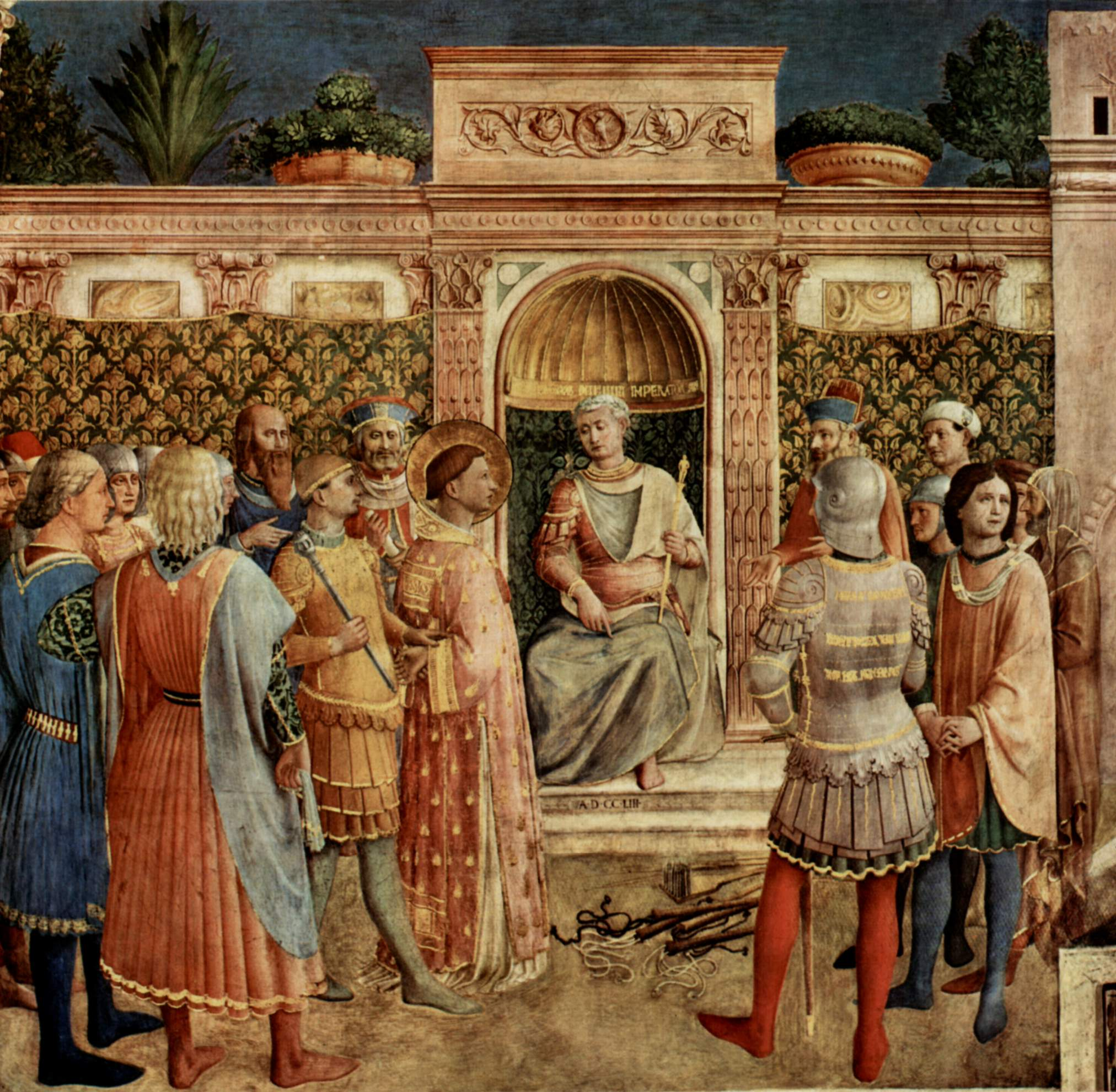
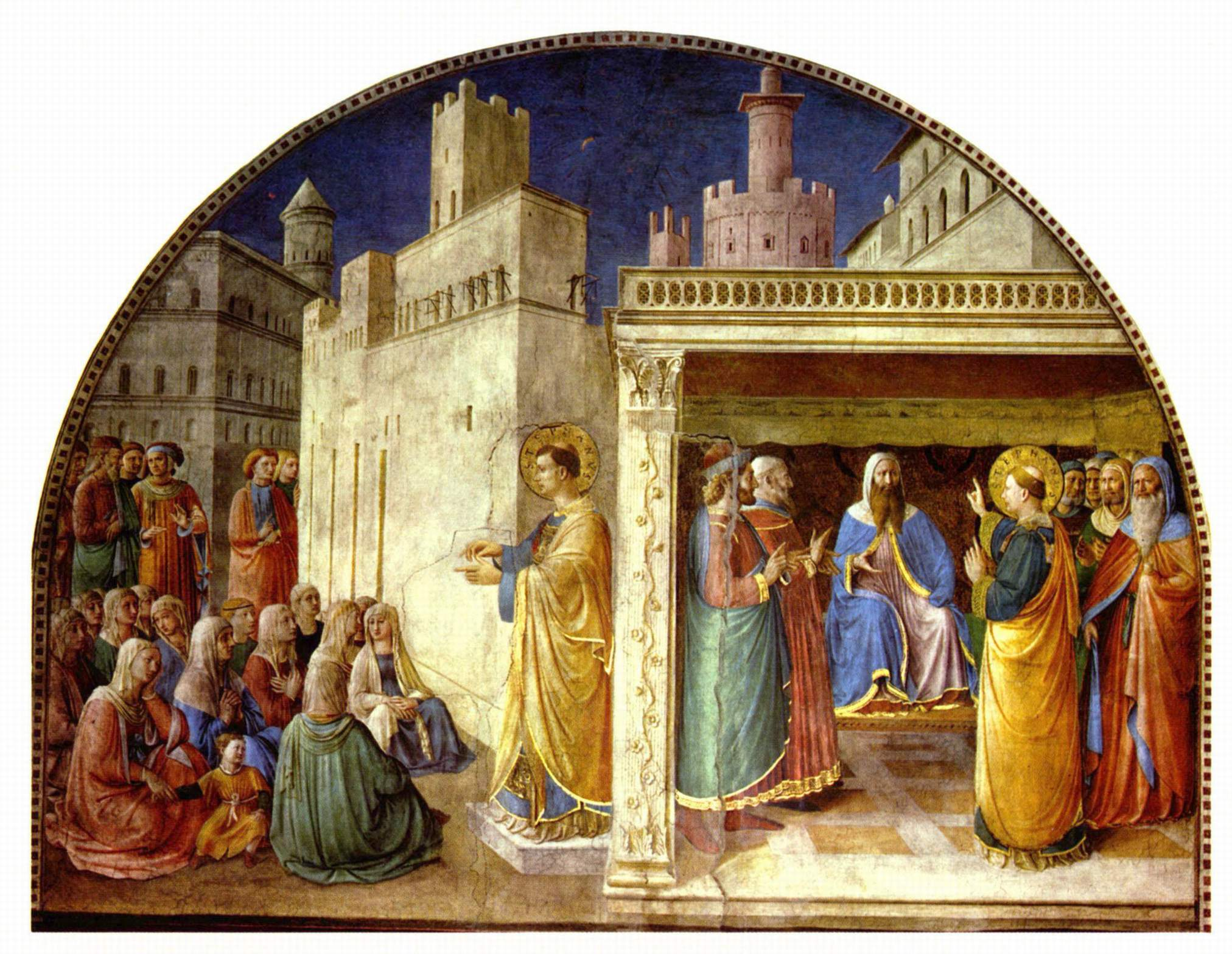